# Mastic
Mastic és una concentració de població designada pel cens dels Estats Units a l'estat de Nova York. Segons el cens del 2000 tenia 15.436 habitants.

## Demografia
Segons el cens del 2000, Mastic tenia 15.436 habitants, 4.451 habitatges, i 3.761 famílies. La densitat de població era de 1.330,3 habitants per km².
Dels 4.451 habitatges en un 49,8% hi vivien nens de menys de 18 anys, en un 61,9% hi vivien parelles casades, en un 16,8% dones solteres, i en un 15,5% no eren unitats familiars. En el 10,9% dels habitatges hi vivien persones soles el 3,5% de les quals corresponia a persones de 65 anys o més que vivien soles. El nombre mitjà de persones vivint en cada habitatge era de 3,45 i el nombre mitjà de persones que vivien en cada família era de 3,67.
Per edats la població es repartia de la següent manera: un 32,7% tenia menys de 18 anys, un 9,3% entre 18 i 24, un 32,5% entre 25 i 44, un 20% de 45 a 60 i un 5,5% 65 anys o més.
L'edat mediana era de 31 anys. Per cada 100 dones de 18 o més anys hi havia 96,3 homes.
La renda mediana per habitatge era de 53.657 $ i la renda mediana per família de 54.047 $. Els homes tenien una renda mediana de 41.721 $ mentre que les dones 28.468 $. La renda per capita de la població era de 18.275 $. Entorn de l'11% de les famílies i el 13% de la població estaven per davall del llindar de pobresa.